# لیبریا ایرویز
لیبریا ایرویز (به انگلیسی: Liberia Airways) یک شرکت هواپیمایی با کد یاتا n/a است. دفتر مرکزی لیبریا ایرویز در لیبریا واقع شده‌است.